# Slatinice (Most)
Koordinaten: 50° 29′ 14″ N, 13° 35′ 43″ O
Slatinice (deutsch Deutsch Zlatnik, auch Slatinicce, Sklatieniecze) war ein Dorf am Wiesenbach, etwa fünf Kilometer südwestlich von Brüx (heute Most) in Tschechien gelegen. Das Dorf musste in den Jahren 1965 bis 1968 dem Bergbau weichen.

## Geschichte
Erstmals wurde Zlatnik 1227 im Testament des Kojata IV. von Hrabischitz erwähnt. 1312 wurde das Dorf, das inzwischen mehrmals den Besitzer wechselte, vom Brüxer Bürger Johann von Werberg an das Zderazer Kloster verkauft, das es 1456 Johann Hochhauser von Hochhausen übereignete. Von 1511 bis 1783 gehörte die Gemeinde den Brüdern des Heiligsten Corpus Christi in Brüx. Das Dorf ging wieder durch mehrere Hände, bis es 1811 die Freiherren von Ottilienfeld erwarben, denen es bis zur Bodenreform 1848 gehörte.
Im Dorf lebten Mitte des 17. Jahrhunderts sechs Bauern und neun Häusler mit ihren Familien, die neben Landwirtschaft auch den Weinbau betrieben. 1846 zählte das Dorf 159 Einwohner, deren Anzahl 1908 auf 204 und 1921 auf 293 stieg.
Die Barockkirche des Heiligen Simon und Judith, am Platz der ursprünglichen Holzkirche aus dem Jahr 1455, fiel ebenfalls dem Bergbau zum Opfer.